# Lista de territórios do Império Espanhol
Lista de territórios que já foram parte do Império Espanhol.

## América

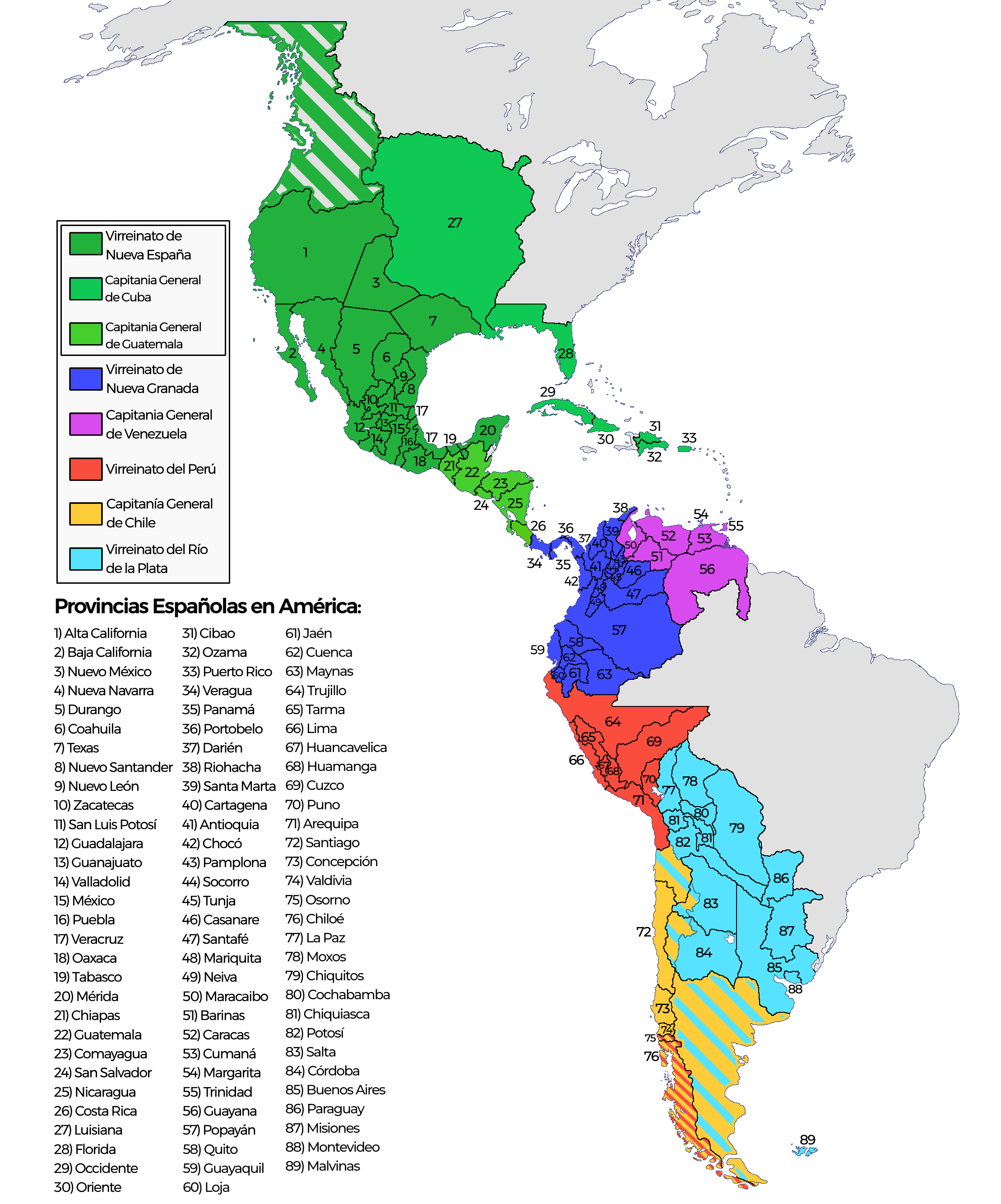
A América espanhola até o ano 1800, os territórios coloridos foram considerados províncias em alguns mapas do Império Espanhol.

- Vice-Reino da Nova Espanha: compreende o território atual do México e dos estados da Califórnia, Novo México, Arizona, Texas, Nevada, Flórida, Utah e parte de Colorado, Wyoming, Kansas e Oklahoma dos Estados Unidos. A Espanha manteve seu controle sobre estes territórios de 1519 a 1821, apesar de em vários dos estados das Grandes Planícies não existir uma presença estável espanhola. É necessário recordar que a independência da Nova Espanha foi iniciada em 1810 e declarada formal e legalmente pelo Congresso de Chilpancingo em 1813. O período entre este ano e a data de reconhecimento da Guerra da Independência do México (1821) foram concebidos pelo congresso como uma luta contra a metrópole e pelo reconhecimento internacional de nova nação.
- Capitania-Geral da Guatemala: compreendia os territórios de Guatemala, El Salvador, Nicarágua, Honduras, Costa Rica e do estado mexicano de Chiapas. Foi declarada sua independência em 1821 para juntar-se ao Império Mexicano, de que se separou (exceto Chiapas) em 1824.
- Luisiana: cedida pela França, a Espanha a manteve por pouco tempo sob seu poder, desde 1762 a 1801. Incorporava territórios dos atuais estados de Luisiana, Arkansas, Oklahoma, Kansas, Nebraska, Dacota do Sul, Dacota do Norte, Wyoming, Montana, Idaho, Minnesota e Iowa.
- Território de Nutca: permaneceu sob controle espanhol de 1789 a 1794, tendo sido cedido à Grã-Bretanha em 1795. Incluía os territórios atuais de Oregon, Idaho, Montana, Washington e parte do sul do Alasca, dos Estados Unidos; e o sudoeste da Colúmbia Britânica, do Canadá.
- Vice-Reino de Nova Granada: os atuais países de Panamá, Colômbia e parte do Equador.
- Capitania-Geral da Venezuela: a atual Venezuela.
- Vice-Reino do Peru: o atual Peru, Bolívia, parte do Equador, de territórios do Brasil e o norte do atual Chile.
- Vice-Reino do Rio da Prata: os atuais países da Argentina, Paraguai, Uruguai e parte do Brasil. Incluía as Ilhas Malvinas (até 1810). Vale mencionar que a dominação do extremo-sul (Patagônia) não foi efetivo até depois da independência da Argentina.
- Capitania-Geral do Chile: o atual Chile e a região da Patagônia até que a parte oriental desta última passou ao Vice-Reino do Rio de Prata. Igualmente à nota anterior, vale citar que o controle efetivo de tal território só ocorreu após a independência do Chile.
- Capitania-Geral de Cuba: atuais ilhas de Cuba e Porto Rico até 1898. Assim como Flórida, Luisiana e Santo Domingo.
- Ilhas: os atuais países da República Dominicana, Bahamas (até 1670), Antígua e Barbuda (de 1493 até 1632), Trinidad e Tobago, Granada (de 1498 a 1674), Jamaica (até 1655), São Cristóvão e Nevis, Dominica (de 1518 a 1624), Barbados (de 1518 a 1624) e Santa Lúcia (de 1504 a 1654).

## Ásia
- Capitania-Geral das Filipinas que incluía possessões em Sabah (1521-1898)
- Protetorado no Camboja (1597-1599)
- Norte de Taiwan (1626-1642)
- Também existiram alguns assentamentos espanhóis nas ilhas de Nova Guiné e Bornéu
- Ternate (Indonésia) (1606-1663)
- Tidore (Indonésia) (1526-1663)
- Macau (China) (1581-1640)
- Nagasaki (Japão) (1581-1587)
- Malaca (Malásia) (1581-1640)

## África
- Mazagão (1580-1640)
- Larache (1610-1689) e (1912-1956)
- Tetuão (1860-1862) e (1912-1956)
- Casablanca (1580-1640)
- Cazaza (1505-1532)
- Mers el-Kebir (1505-1708) e (1732-1792)
- Orã (Oranesado) (1509-1708) e (1732-1791)
- Argel (1510-1530)
- Bugia (1510-1558)
- Trípoli (1510-1523: cedida à Ordem de Malta; perdida definitivamente em 1551)
- Tunes (1535–1574)
- Ifni (1934-1969)
- La Mamora (1610-1619)
- Tânger (1580-1640)
- Protetorado do Sul de Marrocos (Cabo Juby) (1916-1958)
- Santa Cruz de la Mar Pequeña (1476-1524)
- Guiné Espanhol: de 1843 a 1968.
- Saara espanhol: de 1885 a 1975.
- Marrocos Espanhol: de 1912 a 1956
- Possessões espanholas:
  - Ceuta (1580- )
  - Melilha (1497- )
  - Ilhas Chafarinas (1848- )
  - Ilhote de Alhucemas (1673- )
  - Ilhote de Vélez de la Gomera (1508-1522) (1564- )
  - Ilha de Perejil (1580- )
  - Ilha de Alborão

## Europa
- Coroa de Castela: de 1469 a 1715.
- Coroa de Aragão: de 1469 a 1715. Com os Decretos do Novo Plano, após a guerra da sucessão espanhola e subida ao trono no Império Espanhol da Casa de Bourbon, na pessoa do rei Filipe V, no início do século XVIII, a separação de reinos é abolida. Assim, dá-se a assimilação por parte da Coroa de Castela dos territórios da Coroa de Aragão, fundando a atual e unificada Espanha.
- Portugal: de 1580 a 1640. Além disso, foram incluídos todos os territórios do Império Português.
- Reino de Nápoles: o atual sul da Itália, junto com as ilhas de Sicília, Sardenha e Malta.
- Franche-Comté: a área centro-oriental da França.
- Ducado de Milão (Milanese) no norte da Itália.
- Países Baixos Espanhóis: os atuais países da Bélgica, Luxemburgo e Países Baixos.

A maioria dos territórios europeus espanhóis fora da península ibérica foram perdidos em 1710 no Tratado de Utrecht.

## Oceania
- Guam, até 1898; perdida na Guerra Hispano-Americana.
- Ilhas Carolinas, Ilhas Marianas e Palau: até 1899; vendidas à Alemanha.